# 布莱顿铁路工厂

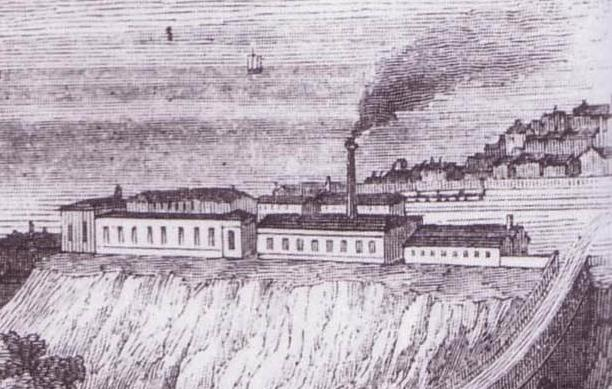
1846年的画作

布莱顿铁路工厂是世界上最早的铁路工厂之一，成立于1840年。 在1841和1900年之间工厂十分繁荣，但是由于设立在一个悬崖上方，工厂无法扩大生产。总的来说，1852年和1957年间，有超过1200台蒸汽机车，柴电和电力机车在这里被生产，最终该工厂于1962年关闭。
此后此处被用作汽车工厂，今日已经被重新开发为房地产项目。

## 伦敦-布莱顿铁路
1840年布莱顿-Shoreham线开通，布莱顿火车站西北角上修建了一个小工棚用于维护列车。 次年，伦敦-布莱顿铁路开通，于是在布莱顿站东侧，一个全新的铁路工厂开始营建。但是同年，公司改变计划预计将工厂移动到线路中段的Horley。

## 伦敦-布莱顿南海岸铁路

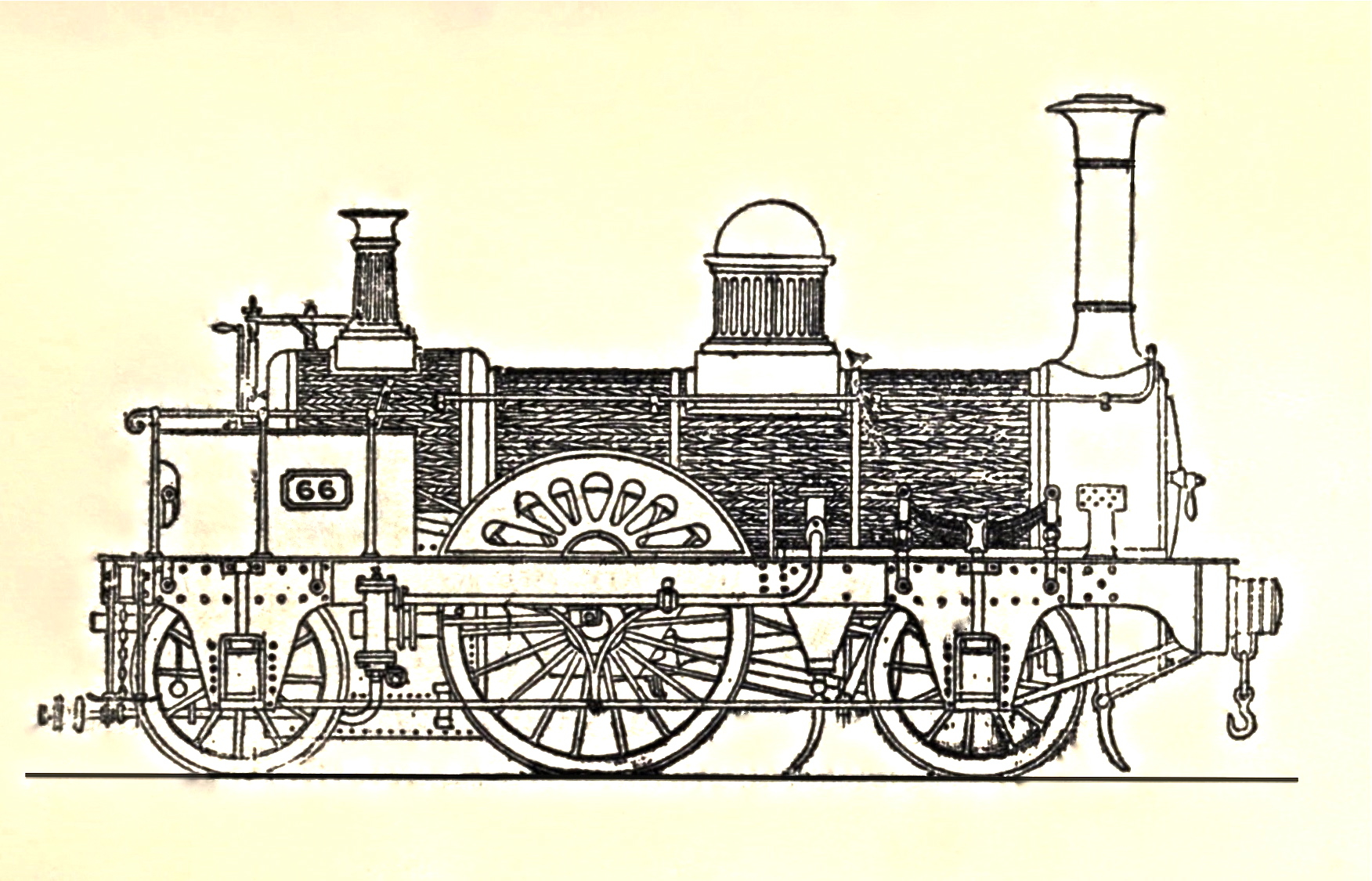
LBSCR的2-2-2 蒸汽机车，1840年代建造

1847年，伦敦布莱顿铁路公司重整为了 伦敦-布莱顿南海岸铁路 (LBSCR)并恢复了本工厂的生产计划，停止迁厂。1848年，第一列客车车厢开建。 1852年5月，工厂开始生产蒸汽机车并扩建。但是因为西侧靠近主干线上的悬崖，工厂可利用的土地十分有限。

### 1860-1900年间的扩建
1860年和1861年，布莱顿站西侧的巨大白垩岩土丘被清理运走。此处在1861年被用作建设新的机车工坊。 尽管如此，1866年公司审议决定将维修任务分配给新的十字门火车站而非本站。
在1870年代，工厂再次计划北迁Horley。最终，站西新建的客车修理坊和油漆间搬往Horley，船用引擎修理车间则被搬往纽黑文。 1873年，布莱顿工厂在空余出的土地上新建了一个铸铁厂。1878年，新建了一个新的油漆间和清洗间，1881年新建了一个铸铜车间。 这些举动暂时地解决了产能瓶颈问题，但是在世纪末很快车间又不敷使用了。

### 危机
从1905年起，布莱顿工厂开始产能不足。 公司只好把任务调度到其他工厂。1908年，外部报告显示在布莱顿工厂，全线路有20%的机车在等待修理，平均需要43天完成修理，而隔壁家的东南铁路则只有7.2%等待修理，平均需要21天。 到了1910年，因为布莱顿工厂的低效率，全线有30%的机车无法上路行走。

### 第二次世界大战和复兴
出于担心Eastleigh和Ashford的机车工厂会被德军轰炸，以及战时对机车需求量的增加，布莱顿工厂自1941年重新蓬勃起来。整个战时，布莱顿生产的机车和防空炮遍布全英国。 1943年5月，工厂造空袭，但很快修复。

## 国有化和关闭
在1948年英国铁路国有化后的十年里，布赖顿工厂再次被用于新机车的建造，负责设计和建造几台新的BR标准级机车。在1952年机车制造百年纪念日时，该厂占地9英亩（36,000平方米），约有650名员工。1957年停止了机车建造，次年停止了机车修理。工厂建筑于1962年关闭，并于1969年被拆除。1961年6月15日，车头厂正式关闭，但仍用于停放蒸汽机车，直到1964年-1966年被拆除。

### 关闭后的发展
主厂房关闭后，1957年至1964年期间，部分车间被用于建造Isetta微型汽车，部分土地仍用于铁路用途，用于停放电联车和其他维修功能。大部分土地后来变成了一个大型露天停车场，每周日上午用作大众市场。东侧的一些土地被交给了各种零售单位，包括一些汽车经销商，临时建筑是最主要的建筑类型。许多不适合用于商业或停车场的土地或仍在使用的英铁公司的土地都被废弃掉了。随着20世纪80年代中期南铁的1930年代的信号站被拆除，机车厂的最后痕迹也随之消失，信号箱站是用主机车架设车间的部分墙体作为支撑。
在21世纪初，这里终于开始了重新开发，它位于新英格兰区的中心地带。

## 原本的架构
1947年，机械工程师学会的成员参观工程的报告描述了工程的安排以及所使用的起重机和其他机械设备。当时，工厂被组织成以下几个部分
   锅炉车间（当时正在为SR West Country级建造新锅炉）
   架设车间（制造西乡级机车，并对战争部的 "Austerity"机车进行修整，供S.R.和L.N.E.R.使用）
   机车修理厂
   处理车轴箱、运动部件、锅炉支架等细节的修理的装配车间。
   铜匠
   装管店
   电镀店
   小型焊接车间，处理除锅炉以外的焊接细节问题
   铸铜厂
该厂配备了压缩空气，用于气动钻、铆、削锤的气动钻、铆、削锤；配备了250吨平板翻板机和20吨压力机的液压装置；还配备了交流电和直流电。

## 生产的机车
在布莱顿建造的第一台机车是14号2-2-2型机车，此后，布莱顿工厂负责设计和建造了LB&SCR运营的大部分机车，由工程师Craven、William Stroudley、R. J. Billinton、D. E. Marsh和L. B. Billinton负责。

### 伦敦布莱顿和南海岸铁路
在布赖顿建造的著名机车类型包括在1870年巴黎展览会上获得金奖的A1 "梗犬"级、B1 "格莱斯顿 "0-4-2级（1889年巴黎展览会上获得金奖）、D1 0-4-2T、Billinton B4 4-4-0和D3 0-4-4T级、Marsh H2 4-4-2级和L级4-6-4-4T。1916年底，随着最后一辆E2 0-6-0坦克和5辆K级2-6-0的建造，布赖顿的机车建造工作停止，直到1920年底才恢复，K级和L级机车的成员也陆续加入。LB&SCR公司在该厂建造的最后一辆机车是L级333号Remembrance。

### 南方铁路
在南方铁路公司拥有的头三年里，布莱顿没有建造新的机车，尽管B4级的机车几乎被改造成了新的机车。1926 年期间，该厂负责建造了十台 Maunsell 的 "River 级 "机车，两年后又将其中的六台机车改造成 "U 级 "2-6-0 嫩机车。1928年，该厂又建造了10台 "U "级机车。第二年，该厂又建造了设计师的所有Z级0-8-0T型机车，之后又停止了机车制造。
在战争期间，布赖顿工厂制造了超过一半的Bulleid的Q1级0-6-0型货运机车，而绘图室主要负责他的革命性的商船4-6-2型特快客运机车的详细设计，尽管这些机车是在Eastleigh工厂制造的。从1943年开始，他们为陆军部制造了93台LMS Stanier 8F型2-8-0型货运机车，以每4.5天就有一台的惊人速度 。
该厂的机车制造的全盛时期是战后十年，当时布莱顿制造了100多台西乡级和不列颠战役级的Bulleid轻型和平号机车。尽管机车是在Eastleigh建造的，但该厂还为最后一批10辆商船级机车建造了锅炉和标车，1947年6月，该厂建造的第1000辆机车是21C164 "战斗机司令部"，这个数字还没有考虑到1922-24年的12辆B4X级4-4-0，这些机车被正式列为重建机车，而不是新机车。

### 英国国铁
在国铁成立初期，布莱顿工厂又建造了两批 "West Country"型机车，如果不是因为1949年参与设计和建造Bulleid公司的Leader级机车，该厂的工作已经捉襟见肘，最终也是命运多舛，所以该厂本应负责建造整个110台机车。此后，该公司负责建造了41辆LMS Fairburn 2-6-4T型机车，用于南方地区。
除了Leader级机车外，其他在Brighton制造的原型机车还包括1948年制造的第3台第3轨Co-Co-Co电力机车（编号为20003）和1954年制造的第3台1Co-Co1内燃电力机车（编号为10203）。
布赖顿公司的员工参与设计了3个最成功的BR标准级机车---4级4-6-0小车、4级2-6-4坦克级和9F级2-10-0坦克级---1951年后，该厂共制造了130台4级坦克机车。1955年，该厂的首席技术助理R.G.Jarvis和他的员工负责设计了非常成功的 "商船 "和 "West Country"级机车的改造，尽管改造是在Eastleigh进行的。
1957年，随着BR标准四级油箱80154号机车的建成，新机车建设停止了，这也是该处建造的第121111台机车。

### 其他产品
如上文所述，该厂在19世纪70年代中期之前一直承担着铁路相关的海事工程。而在Lancing车厢厂开业之前，该厂还承担着车厢的建造工作。此外，它还为铁路建造了转台和其他重型设备。

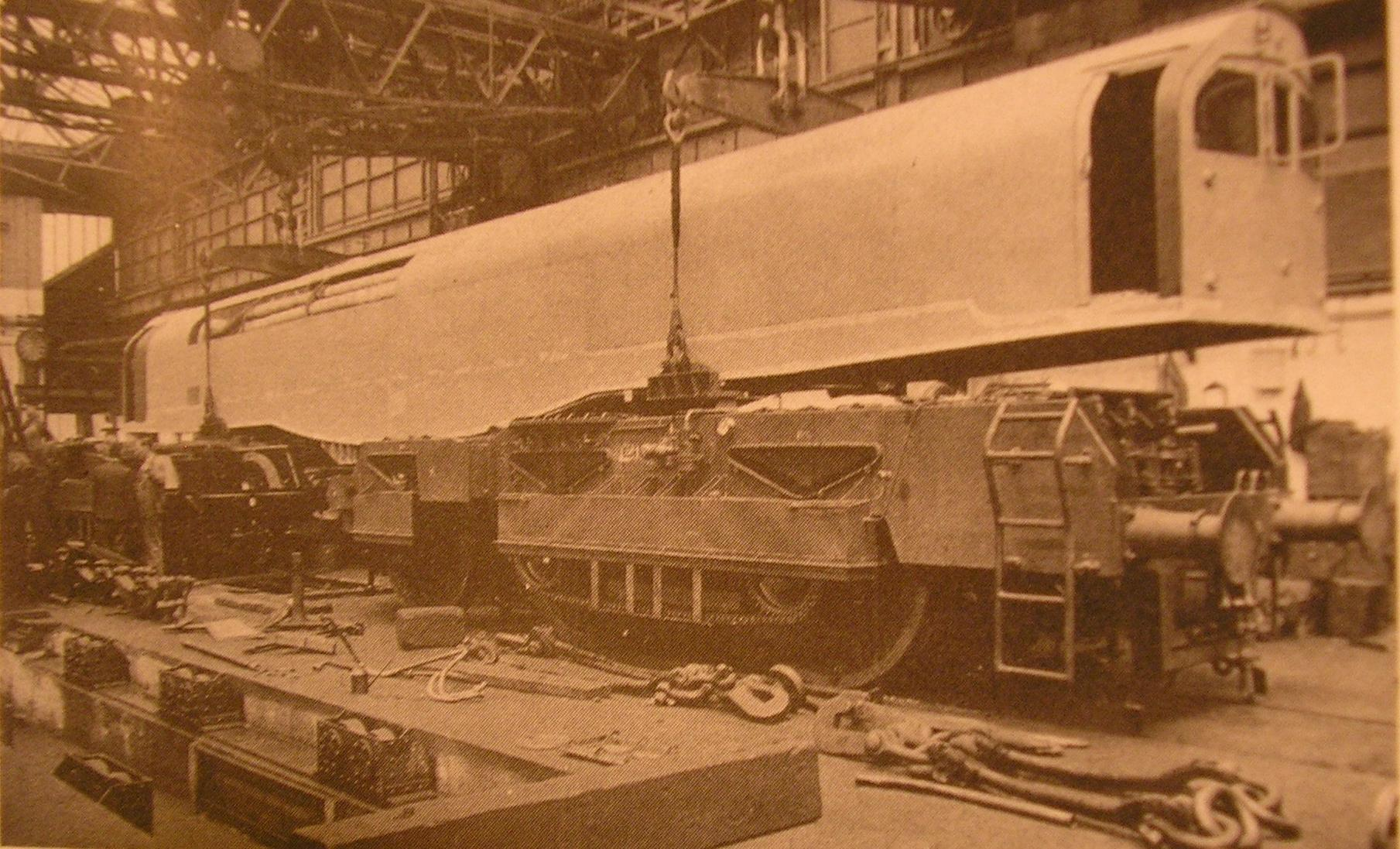
1949年5月，生产过程中。

## 扩展阅读
- Bradley, D.L. (1969) The locomotives of the London Brighton & South Coast Railway – Part 1, Railway Correspondence & Travel Society, 179 p., ISBN 0-901115-03-7
- Bradley, D.L. (1974) The locomotives of the London Brighton & South Coast Railway – Part 3, Railway Correspondence & Travel Society. 156 p., ISBN 0-901115-26-6
- Bradley, D.L. (1975) Locomotives of the Southern Railway, v. 1, Railway Correspondence & Travel Society, ISBN 0-901115-30-4
- Bradley, D.L. (1976) Locomotives of the Southern Railway, v. 2, Railway Correspondence & Travel Society, ISBN 0-901115-31-2
- Bradley, D.L. (1980) Locomotives of the South Eastern and Chatham Railway, Revised edition, Railway Correspondence & Travel Society, ISBN 0-901115-49-5
- Gray, Adrian, (1980) The London to Brighton line 1841–1977, Oakwood Press.
- Larkin, E.J. and Larkin, J.G. (1988) The Railway Workshops of Great Britain 1823–1986, <g class="gr_ gr_16 gr-alert gr_gramm gr_inline_cards gr_run_anim Style multiReplace" id="16" data-gr-id="16">London</g><g class="gr_ gr_16 gr-alert gr_gramm gr_inline_cards gr_disable_anim_appear Style multiReplace" id="16" data-gr-id="16"> </g><g class="gr_ gr_16 gr-alert gr_gramm gr_inline_cards gr_disable_anim_appear Style multiReplace" id="16" data-gr-id="16">:</g> Macmillan, 266 p., ISBN 0-333-39431-3